# مائورو ده فیلیپیس
مائورو ده فیلیپیس (ایتالیایی: Mauro De Filippis؛ زادهٔ ۱۰ اوت ۱۹۸۰) تیرانداز اهل ایتالیا است.
وی در مسابقات کشوری و بین‌المللی در مجموع برندهٔ ۶ مدال طلا، ۳ مدال نقره، ۵ مدال برنز شده‌است.